# Logogram

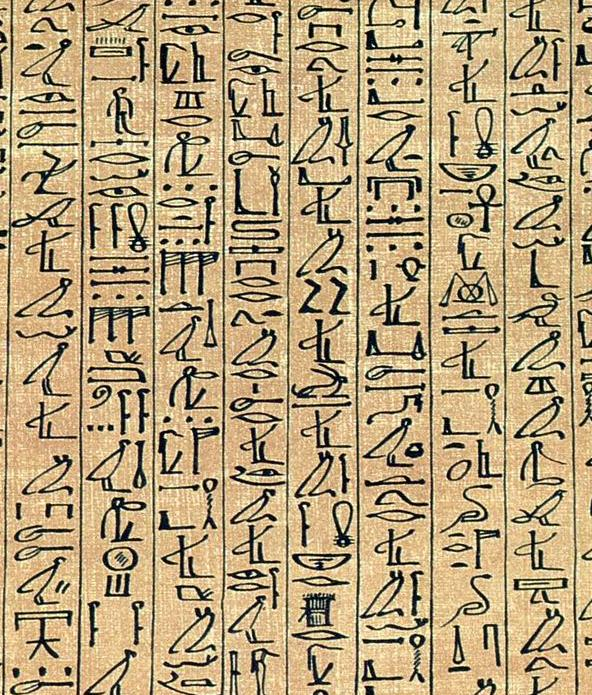
Egyptiska hieroglyfer var logogram.

Logogram kallas ett skrivtecken (grafem) som representerar ett morfem eller ord. Kinesiska tecken är exempel på logogram. Logogram, i ordets mest begränsade betydelse, skiljer sig från både ideogram, som representerar en idé, och från fonogram (till exempel bokstäver), som representerar ett ljud. Logogrammet representerar istället både ljud och betydelse. Ibland används dock begreppen ideogram och logogram synonymt.
I kinesisk skrift representerar i regel ett tecken ett morfem (den minsta betydelsebärande enheten i ett ord), och tecknen är alltså logogram. När kinesisk skrift används för att skriva andra språk, exempelvis som japansk kanji, så kan dock ett tecken representera flera morfem. Ibland har de också lånats in ideografiskt, för att representera inhemska ord. Begreppet morfogram används ibland för att beskriva tecken med den sortens representation.